# Helene Reingaard Neumann
Helene Reingaard Neumann (* 29. September 1987) ist eine dänische Filmschauspielerin.

## Leben
Helene Reingaard Neumann ist die Tochter der Schauspielerin Elsebeth Reingaard und des Juristen Per Neumann und hat Theologie studiert. Seit 2007 spielt sie in Produktionen von Thomas Vinterberg, die beiden heirateten 2010. Sie spielte in Submarino Mona (2010), in Die Kommune Emma (2016) und Amalie in Der Rausch (2020).

## Filmografie (Auswahl)
- 2007: En mand kommer hjem
- 2008: Worlds Apart (To Verdener)
- 2008–2009: 2900 Happiness (Fernsehserie, 35 Folgen)
- 2010: Submarino
- 2016: Die Kommune (Kollektivet)
- 2018: Kursk
- 2020: Der Rausch (Druk)
- 2024: Families Like Ours – Nur mit Euch (Fernsehserie, 7 Folgen)